# Гринсбург (Пенсилванија)
Гринсбург (енгл. Greensburg) град је у америчкој савезној држави Пенсилванија. По попису становништва из 2010. у њему је живело 14.892 становника.

## Демографија
Према попису становништва из 2010. у граду је живело 14.892 становника, што је 997 (6,3%) становника мање него 2000. године.
| Група             | 2000.          | 2010.          |
| Белци             | 14.732 (92,7%) | 13.451 (90,3%) |
| Афроамериканци    | 621 (3,9%)     | 721 (4,8%)     |
| Азијати           | 112 (0,7%)     | 119 (0,8%)     |
| Хиспаноамериканци | 172 (1,1%)     | 217 (1,5%)     |
| Укупно            | 15.889         | 14.892         |